# Marina genovesa
La Armada genovesa (en italiano: Marineria Genovese), también conocida como la flota genovesa, era el contingente naval de la República de Génova. Desde el siglo XI en adelante, la armada protegió los intereses de la república y proyectó su poder en todo el mar Mediterráneo. La marina disminuyó en poder después del siglo XVI, quedando bajo el control de potencias extranjeras, y finalmente se disolvió tras la anexión de Génova por el Reino de Cerdeña-Piamonte en 1815.

## Historia

### Establecimiento
Como centro de comercio desde la antigüedad, la ciudad de Génova dependía en gran medida de los ingresos del transporte marítimo. Como tal, la piratería representaba una amenaza sustancial para los comerciantes de la ciudad, que se vieron obligados a pagar a soldados para defender sus barcos. La ciudad también era vulnerable a los ataques, lo que fue un hecho evidente cuando en 935 una flota dirigida por Ya'qub ibn Ishaq al-Tamimi de los Fatimíes saqueó la ciudad. La incursión musulmana estimuló a la ciudad a construir fuertes defensas portuarias, y renovó el interés en una marina mercante armada para patrullar el mar de Liguria. En 1005 se estableció la República de Génova, el gobierno estaba al mando de un cónsul quién sería elegido cada pocos años por los comerciantes y terratenientes más ricos de la ciudad. La joven república estaba dominada como tal por las necesidades y los deseos de las casas mercantiles, y la marina recibió un lugar de gran importancia en la nueva Talasocracia. Se nombró un gran almirante, y con el gobierno coordinando la marina y los mercaderes, se llegó a dominar el mar de Liguria en el siglo XI. La ciudad-estado fue considerada una de las cuatro Repúblicas Marítimas en Italia junto con Venecia, Pisa y Amalfi. Sin embargo, la flota inicialmente estaba compuesta por barcos de mercaderes privados y pescadores y carecía de buques de guerra como tales. Como tal, la flota del siglo XI quedó relegada a la protección del comercio de las grandes casas mercantes de Génova, que continuaron dominando la política y la economía de la república. En un esfuerzo por reprimir la piratería, la flota se desplegó ocasionalmente para luchar contra los corsarios musulmanes de Aglabi en África del norte. Después de décadas de desorden causado por la conquista normanda del sur de Italia, la armada genovesa ayudó en la captura de la ciudad de Mahdía en 1087.
El comienzo de las Cruzadas en 1095 resultó en un gran período de prosperidad para Génova. Como constantemente se necesitaban nuevos cruzados para asegurar Tierra Santa (y más tarde para reforzar los estados de cruzados), Génova pudo obtener ganancias al ayudar en el transporte de las fuerzas militares desde Europa. Para apoyar mejor a los cruzados, se desplegó un escuadrón de 12 galeras genovesas en Tierra Santa durante la Primera Cruzada. Los barcos sirvieron para contrarrestar la amenaza planteada por la armada fatimí y vieron algunos éxitos, con la marina logrando atrapar una flota fatimí en el puerto de Beirut durante la primera cruzada. La familia genovesa Embriaco se hizo famosa por sus hazañas en Tierra Santa durante este tiempo, especialmente por liderar un ataque marítimo durante el asedio de Trípoli. Además de recibir grandes cantidades de riquezas de los comandantes cruzados, la república estableció varias colonias comerciales genovesas en el Mediterráneo y el Mar Negro durante las Cruzadas. La ciudad libanesa de Biblos quedó completamente bajo el control genovés, y la república tenía derecho a 1/3 de los ingresos de la ciudad de Acre, controlada por los cruzados. La flota genovesa se refugió en estos puertos y los defendió de los piratas. A principios del siglo XII, la armada genovesa participó en la expedición a las islas Baleares de 1113-1115 liderada por los pisanos para suprimir la piratería mallorquina.
En este tiempo la flota se basó principalmente en dos tipos de galeras, los pesados dromones de estilo bizantino, y galeras de estilo italiano más ligeras. Esta flota era complementada por cocas mercantes armadas.

### Conflictos mercantiles

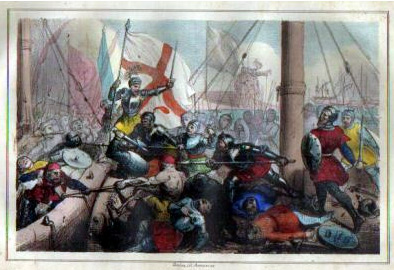
La batalla de Meloria (1284) estableció la dominación naval genovesa en el Mediterráneo occidental durante casi un siglo.

Además de apoyar las guerras en Tierra Santa, la marina desempeñó un papel vital en la rivalidad genovesa con la cercana República de Pisa, que compitió con Génova por la influencia en Córcega y Cerdeña. Era común que los estados marítimos italianos capturaran barcos mercantes de sus rivales, y se sabía que la armada genovesa combatía y participaba en esta práctica. En 1119 un escuadrón genovés allanó un convoy mercante pisano, comenzando la primera de las guerras entre Pisa y Génova. La primera de las guerras terminó indecisamente, pero resultó en un siglo de incursiones y piratería mientras ambas ciudades luchaban por Córcega y Cerdeña. En la década de 1230, estalló una segunda guerra no declarada entre Génova y Pisa como parte del conflicto entre Guelfos y Gibelinos. El Sacro Emperador Romano se puso del lado de Pisa cuando estalló la guerra, obligando a Génova a encontrar aliados en el extranjero. La república se puso del lado del Papa (que en ese momento estaba en una disputa con el Sacro Emperador Romano), y envió una flota para transportar un ejército guelfo a Roma en una muestra de apoyo a la causa papal. Los gibelinos descubrieron el plan y, junto con una flota pisana, interceptaron a la armada genovesa en la Batalla de Giglio en 1241. Cargada de pasajeros y equipaje, la armada genovesa perdió 3 galeras que fueron hundidas y 27 fueron capturadas. La segunda guerra con Pisa acabó en una paz blanca en 1243.
En el Mediterráneo oriental, los conflictos entre comerciantes genoveses y venecianos en Acre resultaron en la Guerra de San Sabas que se libró desde 1256 hasta 1270. Durante el conflicto, la armada genovesa fue derrotada en una serie de batallas campales contra Venecia, por lo que recurrió a atacar convoyes mercantes en lugar de buques de guerra. Las desastrosas derrotas a manos de Pisa y Venecia obstaculizaron las ambiciones genovesas, pero también llevaron a la creación de una fuerza naval dedicada en Génova. Se construyeron galeras más grandes, se le otorgaron más poderes a la oficina del gran almirante y los formidables ballesteros genoveses fueron agregados a las tripulaciones de los buques de guerra. Cuando estalló una tercera guerra entre Pisa y Génova, la flota genovesa reconstruida obtuvo una gran victoria en la Batalla de Meloria de 1284, en la que los genoveses capturaron 37 galeras pisanas y 9000 marineros. La batalla dejó a Génova como el poder naval más fuerte en el Mediterráneo occidental.
Con Pisa en un estado de declive, Génova se expandió a Córcega y el norte Cerdeña. En 1266, los comerciantes genoveses compraron la ciudad de Kaffa a la Horda de Oro y establecieron nuevas colonias comerciales en el Mar Negro y el Imperio bizantino. Esta expansión llevó a Génova a un mayor conflicto con la poderosa ciudad-estado de Venecia, que también tenía relaciones comerciales en el área. La amarga rivalidad se intensificó en la primera de las guerras venecianas-genovesas en 1296, momento en el que la flota de Génova constaba de 125 galeras. A pesar de superar en número a la armada veneciana, la flota genovesa no pudo atacarla decisivamente, y los comerciantes de la República sufrieron mucho durante la guerra. Un cambio se produjo en 1298 cuando se libró un importante enfrentamiento en el Mar adriático frente a la costa de Korčula. En la Batalla de Curzola, una flota de 75 galeras genovesas derrotó de forma contundente a una fuerza de 95 galeras venecianas, destruyendo o capturando 83 de los barcos enemigos. Sin embargo, las bajas genovesas fueron intensas y los astilleros de la ciudad no pudieron reemplazar rápidamente los barcos perdidos en Curzola. El conflicto terminó en un punto muerto relativo en 1299. Después de la guerra, Génova dominó el comercio de esclavos mediterráneo y la marina empleó miles de esclavos de galera como remeros. Esta nueva política disminuyó el costo de mantenimiento de la armada, ya que los remeros ya no tenían que ser pagados (a diferencia de Venecia, que solo empleaba remeros pagados), pero también disminuyó el número de hombres disponibles para los abordajes, ya que los capitanes genoveses no confiaban en esclavos armados.
En 1340, un contingente de 15 galeras genovesas bajo el mando de Pietro Barbavera luchó por la flota francesa contra la flota inglesa en la Batalla de Sluys.
A medida que Génova continuó expandiendo su red comercial durante el siglo XIV, la marina se empleó cada vez más para defender las rutas comerciales. Si bien estas rutas comerciales navales beneficiaron enormemente a la ciudad, también la dejaron vulnerable a las enfermedades. En 1347, la peste negra se introdujo en Kaffa durante un asedio mongol y pronto se extendió a bordo de los barcos genoveses que huían. Una flota mercante genovesa que navegaba desde Kaffa propagó la enfermedad a Mesina, desde cuya ciudad la peste se extendió al resto de Europa. Más de 40 000 personas en la ciudad de Génova murieron en la pandemia, un desastre que redujo la cantidad de dinero disponible para financiar la flota. Muchos marineros también fallecieron por la peste negra, dejando a la armada debilitada.
Un tercer conflicto con Venecia comenzó sobre disputas comerciales en el Mar Negro en 1350. Venecia se alió con el Reino de Aragón y el Imperio Bizantino, y al hacerlo reunió una gran fuerza que superó en número a la armada genovesa. Génova obtuvo una victoria costosa en una batalla en el estrecho del Bósforo en febrero de 1352 que obligó a Bizancio a retirarse de la guerra. La marea de la guerra se revirtió cuando en 1353 la armada genovesa sufrió una derrota en la Batalla de Alghero. La pérdida de una flota en Alghero provocó disturbios civiles en Génova, lo que obstaculizó aún más el esfuerzo de guerra de la República. Para combatir esta discordia, la república se disolvió temporalmente y Génova quedó bajo el gobierno del Duque de Milán. En noviembre de 1354, una flota genovesa comandada por el almirante Paganino Doria sorprendió una flota veneciana de la costa de Pilos. En la Batalla de Sapienza que siguió, Génova hundió o capturó 35 galeras venecianas. Se firmó un tratado de paz entre Venecia y Milán en 1355, poniendo fin al conflicto. Mientras se mantenía el statu quo en el este, el Reino de Aragón pudo establecerse como un importante rival para la dominación genovesa del Mediterráneo occidental. Génova se liberó del control milanés tras la conclusión de la guerra, y la república se restableció.
En 1378 estalló la Guerra de Chioggia entre Génova y Venecia, un conflicto que Génova inició para contrarrestar las amenazas venecianas a las rutas comerciales de la República en el Mar Negro. Durante la guerra, un gran porcentaje de la marina fue relegado a escoltar barcos de transporte de Génova a Crimea. Los venecianos aprovecharon la ausencia de buques de guerra genoveses y asaltaron asentamientos costeros bajo control genovés. La armada sufrió una derrota en 1378 cuando un escuadrón fue destruido por los venecianos en el Cabo de Anzio. Génova obtuvo una victoria en mayo de 1379, después de lo cual la flota zarpó al puerto de Chioggia en el adriático y capturó la ciudad. Los genoveses tenían la intención de usar su nueva posición en Chioggia para bloquear la ciudad de Venecia, pero el 24 de junio de 1380 la armada veneciana derrotó y expulsó a la marina de la ciudad, 17 buques de guerra genoveses fueron capturados en la derrota resultante, y el ejército genovés quedó varado en Chioggia sin suministros. La guarnición genovesa más tarde rindió la ciudad, y la guerra de Chioggia pronto terminó en un statu quo, agotando tanto a Génova como Venecia. La armada genovesa tuvo perdidas vitales de marineros y barcos, y fue suplantada como la principal potencia naval en el Mediterráneo occidental por Aragón.

### Declive
Las costosas guerras contra Venecia y el devastador impacto de la peste negra redujeron en gran medida la fuerza de la armada genovesa. El surgimiento de los estados nacionales más grandes también minó la capacidad de la ciudad-estado relativamente pequeña para competir militarmente. Génova (con apoyo francés) lanzó una cruzada contra Túnez en 1390, con la intención de proteger a las colonias comerciales genovesas de los piratas musulmanes. Durante la guerra, la armada genovesa proporcionó barcos, mientras que los caballeros franceses sitiaron la fortaleza de Mahdi. La guerra fue un éxito para las fuerzas cristianas, pero también resultó en la influencia política de los franceses en Génova, que fue presionada para declararse feudo francés en 1396. La armada quedó bajo el control francés, y el 7 de octubre de 1403 fue decisivamente derrotada por Venecia en la Batalla de Modona después de que la flota genovesa atacara las colonias comerciales venecianas. La República se independizó de Francia en 1409, pero el prestigio de los militares había sido severamente dañado y la ciudad seguía siendo de vital interés tanto para Francia como para Aragón. En 1435 una flota genovesa fue enviada a pedido de Milán a la ciudad de Gaeta, que fue asediada por Aragón. En ese momento, el duque de Milán y el rey de Aragón estaban luchando sobre quién controlaría el Reino de Sicilia. La flota genovesa llegó a Gaeta y derrotó a la flota aragonesa numéricamente superior en la Batalla de Ponza. El buque insignia aragonés se vio obligado a rendirse y el Rey Alfonso V de Aragón fue capturado. A pesar de este revés, Aragón prevaleció en el conflicto y Sicilia quedó bajo control aragonés, dificultando el paso por el estrecho de Mesina e interrumpiendo aún más las actividades navales genovesas.
A partir del siglo XV, el imperio Otomano comenzó a expandirse a expensas del Imperio Bizantino y otros países amigos de los comerciantes genoveses. La pérdida gradual del territorio imperial, junto con la destrucción de estados cristianos más pequeños como Trebisonda, Amasra yChipre; estaba destruyendo los intereses mercantiles genoveses en el Mar Negro. Los otomanos construyeron una flota masiva, y al hacerlo se convirtieron en el poder naval dominante en el Mediterráneo Oriental. En 1453 cayó Constantinopla, y los otomanos cerraron los Dardanelos a los navíos cristianos. Este acto separó a la armada genovesa de sus bases en el Mar Negro, y Génova se encontró aislada de las colonias que durante siglos habían proporcionado a la república acceso a Rusia y Asia Central. Sin forma de regresar a casa y habiendo interrumpido sus líneas de comunicación, el escuadrón genovés en el Mar Negro se dispersó. Ahora indefendible, se perdieron almacenes, fortalezas y barcos construidos por la república. Las antiguas colonias genovesas fueron eventualmente anexionadas por potencias regionales, con Kaffa cayendo ante los otomanos en 1475.
A pesar del declive de la Armada genovesa y la República, los marineros de Génova se mantuvieron en alta estima. Cartógrafos y navegantes como Cristóbal Colón, Bautista Agnese, y Pietro Vesconte provenían de la ciudad-estado.

#### Resurgimiento bajo Andrea Doria

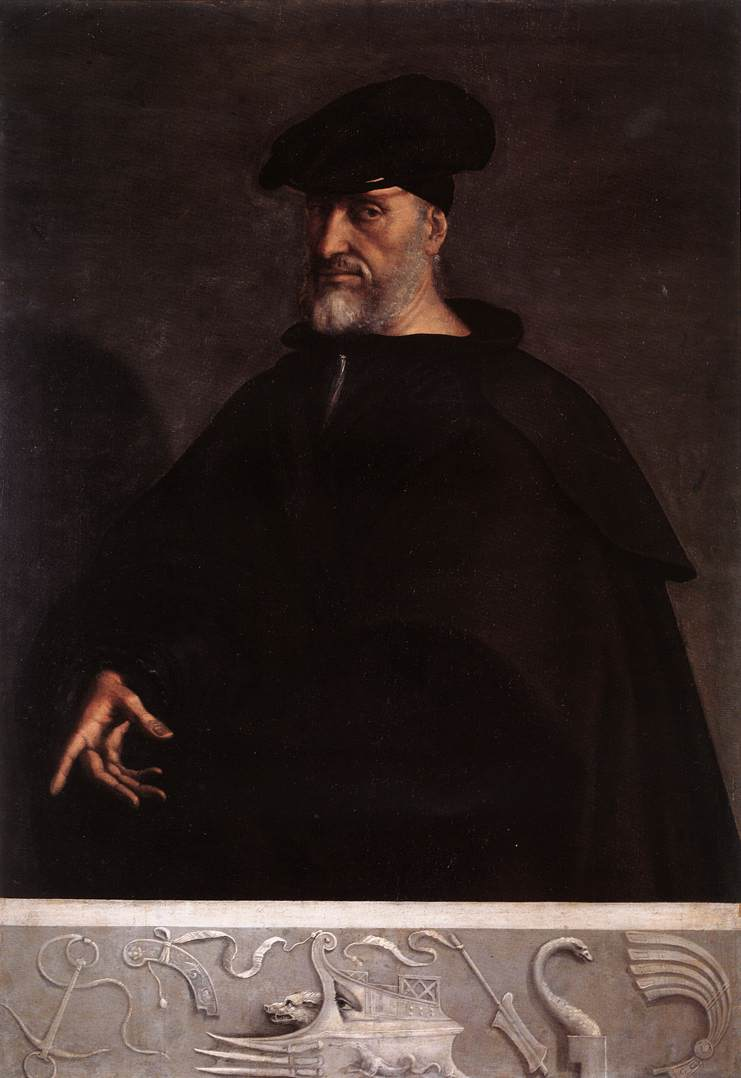
Retrato del almirante Andrea Doria

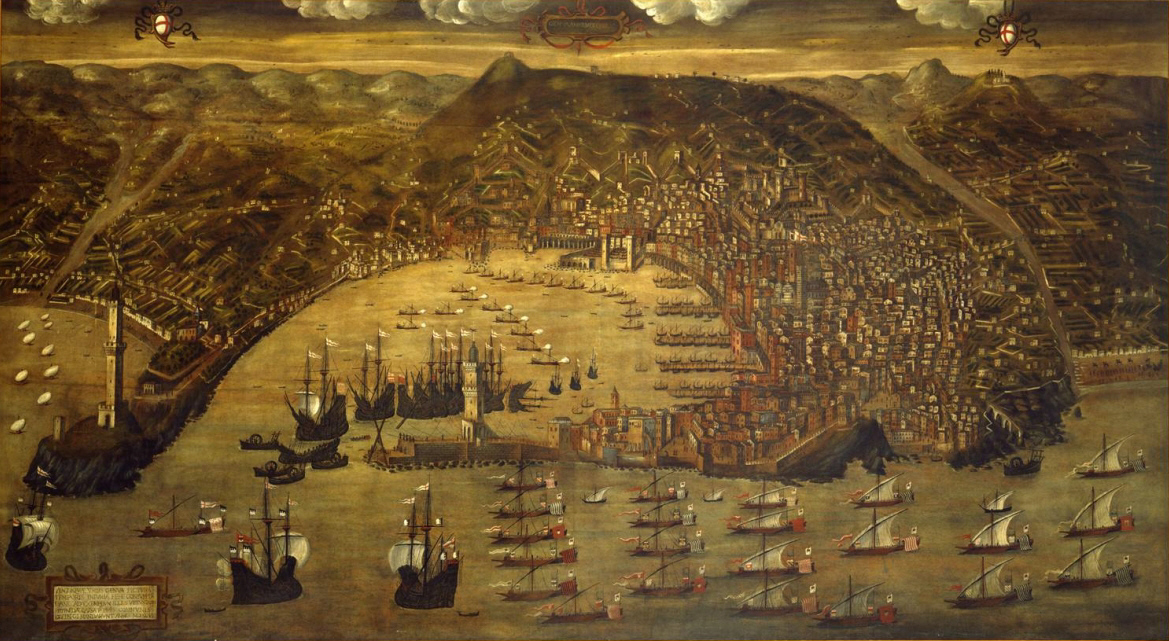
Vista de Génova por Christoforo de Grassi.

La armada genovesa vio un período de reactivación bajo el liderazgo del almirante y estadista Andrea Doria, quien renovó el interés en la armada. Doria nació en Génova y sirvió como mercenario para varias naciones durante sus primeros años de vida. Regresó del servicio como capitán mercenario en 1503 para alentar a Génova a resistir la invasión francesa, pero fracasó y se vio obligado a huir de la ciudad. De 1503 a 1522, Doria dirigió un escuadrón genovés en el Mediterráneo contra los otomanos y los estados de Berbería. Luchó contra el Sacro Imperio Romano en nombre de Francia en 1522 antes de liderar la flota genovesa hacia Génova y expulsar a los franceses en 1528. Doria luego entró al servicio del Emperador Carlos V de España y el Sacro Imperio Romano y se le otorgó el cargo de Almirante Imperial. Doria incorporó a la armada genovesa en la armada imperial y defendió la fortaleza de Koroni de los otomanos y capturó la ciudad de Patras. Una gran victoria sobre los otomanos en la Batalla de Girolata por parte de la armada genovesa resultó en la captura de 11 galeras y del almirante Dragut. Después de retirarse del servicio militar, Doria trabajó para establecer la República de Génova como un estado autónomo dentro del Sacro Imperio Romano, y al hacerlo obtuvo la protección del ejército del emperador a cambio de proporcionar la experiencia naval de los genoveses. La economía genovesa comenzó a pasar del comercio a la banca y la manufactura a medida que Portugal y España establecieron sus imperios en el extranjero, y Doria abogó por que la armada genovesa cambiara su doctrina de la competencia con otras naciones cristianas a la cooperación con otros europeos en contra de la piratería musulmana. También fue un fuerte defensor del uso de artillería naval, y como tal equipó muchos de los buques de la armada con cañones

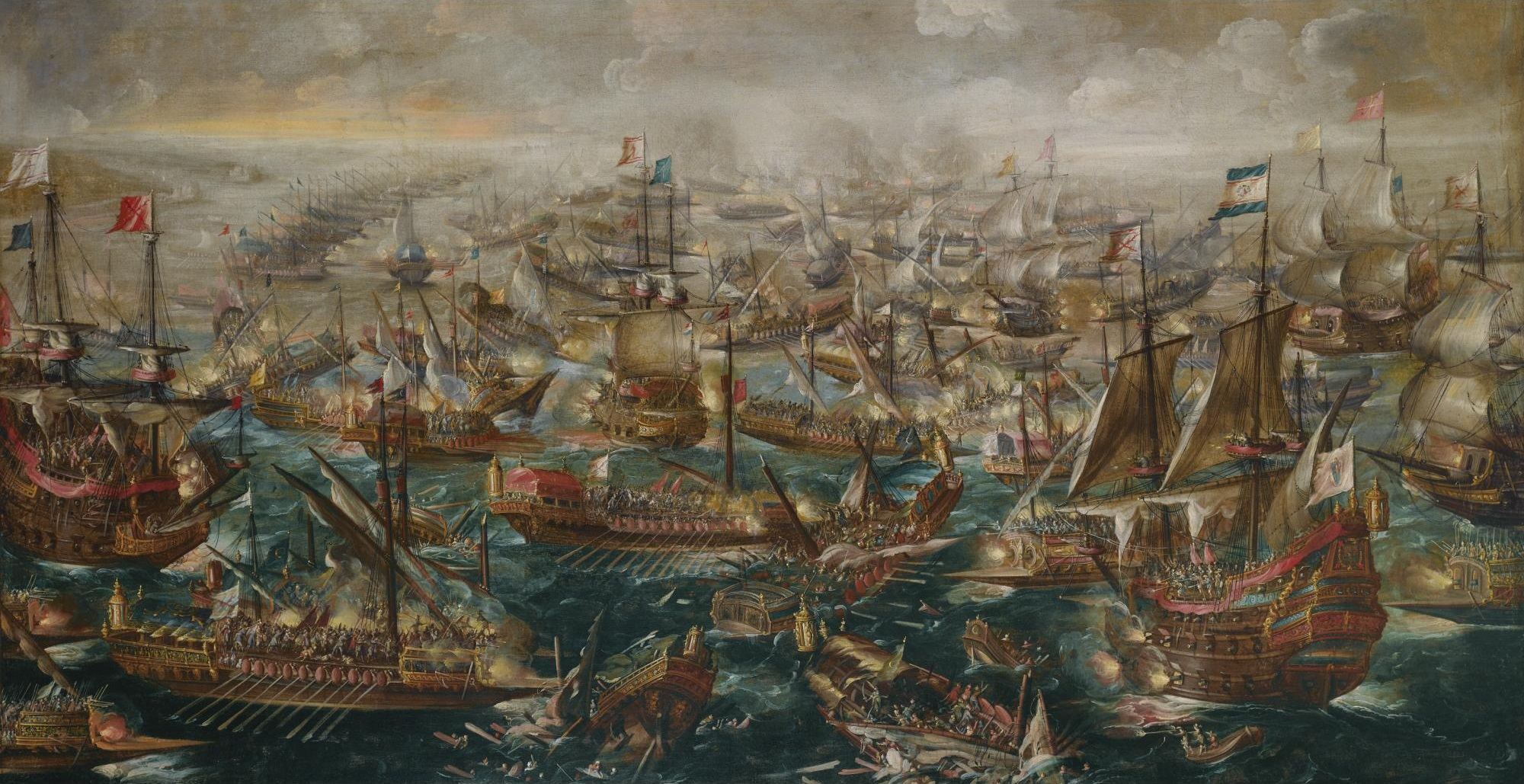
Batalla de Lepanto.

El periodo de resurgimiento terminó a mediados del siglo XVI debido a una serie de fracasos militares. La flota imperial fue decisivamente derrotada por los otomanos en la batalla de Préveza en 1538, una flota genovesa fue dañada por una serie de tormentas durante la expedición de Argel en 1541, una flota genovesa-española fue derrotada en Ponza en 1552, y la armada no pudo evitar que una fuerza francesa capturara Córcega en 1553. Génova envió un contingente de su flota a una alianza cristiana que fue derrotada por los otomanos en la Batalla de Los Gelves en 1560. Sin embargo, en 1571 la armada genovesa contribuyó con 29 galeras (53 barcos en total) a la flota de la Liga Santa en la crucial Batalla de Lepanto, durante el cual el almirante genovés Giovanni Andrea Doria aplastó el flanco derecho de la flota otomana. La decisiva victoria cristiana puso fin a la dominación otomana del Mediterráneo.
1556 vio a la república crear el Magistrato delle galee (magistrado de las galeras) para combatir la piratería a pequeña escala. Durante la competencia del siglo XV entre Génova, Venecia, España y Portugal resultó en la creación de Carracas. Génova construyó una serie de carracas durante el siglo XVI y los incorporó a la marina.

### Decadencia y disolución
El declive de la armada genovesa continuó durante los siglos XVII y XVIII. Los cambios en la economía de Génova aseguraron que los banqueros, no los comerciantes, se convirtieran en la fuerza económica más fuerte de la ciudad. La necesidad de proteger las rutas comerciales disminuyó como consecuencia, reduciendo la necesidad de una gran armada.
Al comienzo de la Guerra de los Treinta Años la armada genovesa constaba de solo 10 galeras. Génova se alió con España durante la guerra, lo que llevó a Francia a sitiar la ciudad en 1625. España lanzó una expedición para ayudar a Génova, conocida como el socorro de Génova. En 1684, la armada francesa bombardeó la ciudad, un acto que devastó partes de Génova y arrasó los astilleros de la República. En la posguerra, la república encargó una serie de fragatas y corbetas a la armada, aunque el financiamiento para la fuerza fue mínimo.
En 1742, la última posesión de los genoveses en el Mediterráneo, la fortaleza de la isla de Tabarka, se perdió en Túnez.

#### Guerras napoleónicas

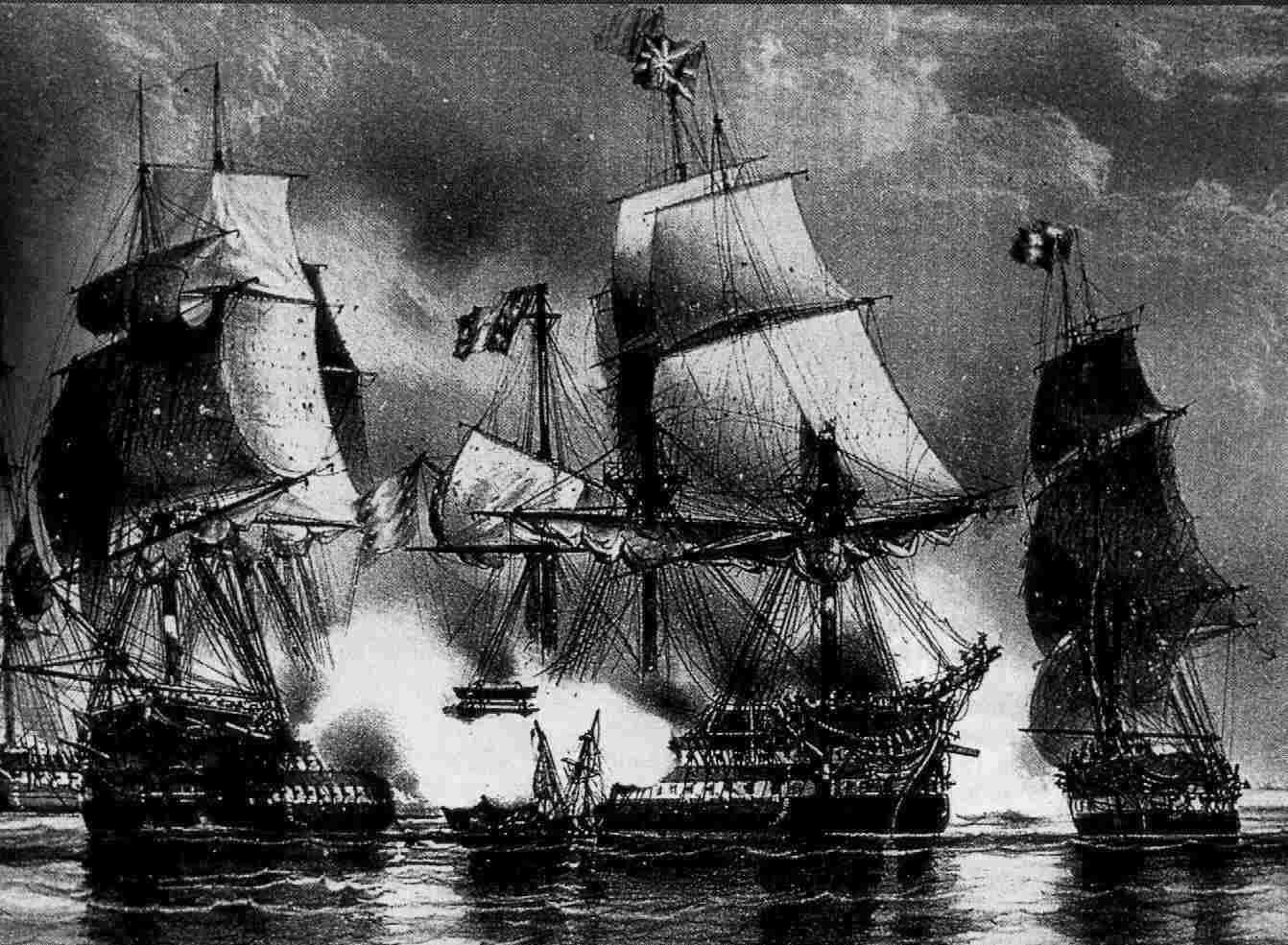
Batalla de Génova, 1795

Tras el surgimiento de la Francia Revolucionaria y más tarde la Francia napoleónica, la situación política de la República Genovesa se hizo cada vez más insostenible. Aunque oficialmente neutral durante la guerras revolucionarias francesas, la proximidad de Génova a Francia permitió que el país más grande presionase continuamente a la República. Durante la Batalla de Génova de 1795, una flota francesa con apoyo genovés fue derrotada por la marina real británica en la costa de la ciudad. Esto dio lugar a que la Royal Navy estableciera un bloqueo de Génova que duró años y que dañó la economía de la república.
En 1797 la república se disolvió y la ciudad de Génova fue ocupada por un ejército francés. Las tierras que anteriormente habían estado bajo el control de la ciudad de Génova se reconstituyeron en la República Ligur, un estado satélite francés. Sin embargo, la armada genovesa permaneció intacta. En 1798, la flota de Liguria envió algunos de sus barcos para ayudar a la campaña de Napoleón Bonaparte en Egipto y Siria. Esto terminó en desastre cuando la flota francesa fue dispersada o destruida en la Batalla del Nilo.
En 1804, el recién coronado emperador Napoleón trató de apropiarse de los restos de la armada genovesa y los astilleros de Génova para su uso contra Gran Bretaña, por lo que la ciudad acordó comenzar a construir 10 barcos de la línea (uno de los cuales, el Brillant, sería capturado mientras estaba en construcción y comisionado en la Royal Navy) y 10 fragatas para la armada francesa. A cambio de este servicio, a los oficiales y marineros genoveses se les permitió ocupar posiciones en barcos franceses. Además, todos los barcos de la República de Liguria podrían navegar bajo la bandera francesa.
Tras el final de las Guerras napoleónicas, la ciudad fue otorgada al Reino de Cerdeña. La armada genovesa se disolvió el 3 de enero de 1815, el día en que la ciudad fue anexionada. 

## Organización
La armada genovesa estuvo dividida entre una flota estatal y una flota privada. La flota estatal fue financiada directamente por el gobierno de la ciudad, y sus barcos se construyeron a expensas del estado. Estos barcos fueron utilizados en grandes batallas y para defender el puerto de Génova. La flota privada era mucho más grande que la pública, y estaba compuesta por barcos pertenecientes a las diversas familias mercantes que dominaban la política genovesa. Ambas flotas estaban bajo el mando de la oficina del Gran Almirante, quien fue designado por el gobernante (ya sea el dux, el consejo o el duque dependiendo de la época) de Génova.

## Equipamiento

### Barcos

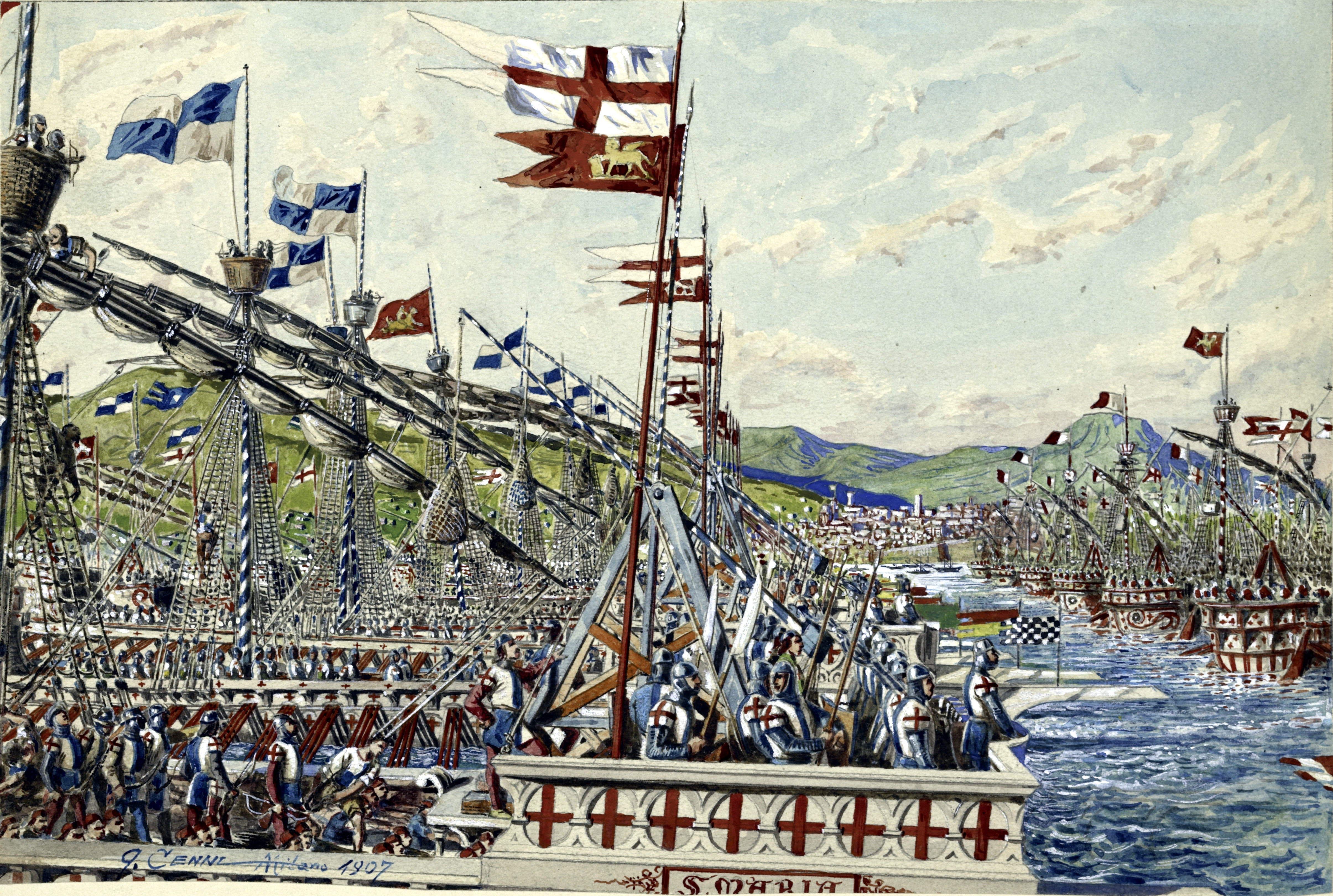
Flota de galeras genovesas, siglos -.

La galera era el barco principal utilizado por la marina genovesa. Estos barcos poseían una ventaja en términos de maniobrabilidad en comparación con los barcos de vela pura, y su diseño les permitió producirse con relativa rapidez. Las galeras genovesas eran más ligeras y más largas (45 m de largo en comparación con el estándar mediterráneo de 40–42 m) que las galeras venecianas y otomanas contemporáneas, aunque esta velocidad tuvo un costo de durabilidad y maniobrabilidad. También se observó que las galeras genovesas tenían bodegas más grandes que las galeras de otras potencias navales; Este espacio adicional permitía a las galeras genovesas transportar más provisiones, carga o soldados. Génova presentó dos tipos de galeras; las más pequeñas y más rápidas se usaron para proteger el comercio en tiempos de paz, y las galeras más pesadas estilo dromón fueron construidas para el combate y guarnición. Las galeras más ligeras (muchas de las cuales se clasificaron como galeotas) eran más numerosas, mientras que las galeras pesadas generalmente solo se llevaban al mar (o se construían, si la flota era demasiado pequeña) en tiempos de guerra. La flota también hizo un uso extensivo de bergantines y falucas, pequeños veleros que actuaban como exploradores y asaltantes cuando las galeras de la república no podían operar con eficacia. Además de galeras y veleros ligeros, Génova reacondicionó buques mercantes para papeles de combate durante la guerra. A medida que avanzaba la tecnología naval, la armada comenzó a incorporar galeones y fragatas a la flota, aun así nunca en la misma escala como la galera.

### Marineros
Los marineros genoveses fueron reclutados de la población de la ciudad o de las colonias. Muchos solo sirvieron a tiempo parcial como militares, en lugar de ser marinos mercantes profesionales, pescadores o mercenarios. La república también tripuló muchas de sus galeras con criminales, prisioneros de guerra y esclavos. Las condiciones para los marineros (tanto libres como esclavos) eran desafiantes, y la enfermedad era un problema constante. La marina alentó a los capitanes a mantener con vida a su tripulación emitiendo fuertes multas a quienes perdieron demasiados hombres. La república ordenó que cada galera en servicio se tripulara con un barbero que también se desempeñaba como cirujano para mantener un estándar de higiene a bordo del barco.
Buscando proporcionar a sus marineros ropa duradera que se pudiera usar mojada o seca, la armada comenzó en el siglo XV a equipar a los marineros con pantalones de mezclilla, producidos por genoveses. Los marineros e infantes de marina genoveses estaban armados con espadas de abordajes y escudos o con ballestas y mosquetes. En el siglo XVI infantes de marina genoveses estuvieron protegidos por corazas de hierro o acero y llevaban morriones.

### Instalaciones
El gobierno genovés mantuvo instalaciones especiales en el paseo marítimo de la ciudad (conocido colectivamente como el Arsenal genovés) donde se construyeron, atracaron y mantuvieron las galeras de la república.

## Legado
Las banderas de las grandes potencias navales italianas se incorporan al estandarte de la moderna armada italiana. Las ciudades representadas incluyen Génova, Venecia, Pisa y Amalfi.
Las instalaciones costeras de la marina genovesa dejaron una marca importante en el paseo marítimo de la moderna Génova. Las amplias instalaciones del arsenal genovés se convirtieron del uso militar al civil después de la unificación de Italia, lo que llevó al puerto a convertirse en un factor determinante en el renacimiento económico de Génova. Estas instalaciones fueron gravemente dañadas por un ataque británico durante la Segunda Guerra Mundial, después de lo cual el área fue renovada. La industria de la construcción naval genovesa se trasladó fuera del antiguo puerto de la ciudad, mientras que los terrenos del antiguo arsenal se convirtieron en muelles para atracar barcos y la terminal de cruceros de Génova. La parte más antigua del arsenal se convirtió en la base del Galata Museo del Mare, un museo dedicado a la historia naval de Génova.